# Idaea interjectaria
Idaea interjectaria är en fjärilsart som beskrevs av Jean Baptiste Boisduval 1840. Idaea interjectaria ingår i släktet Idaea och familjen mätare. Inga underarter finns listade i Catalogue of Life.